# TuXedoo
TuXedoo (stylisé tuXedoo) est un groupe autrichien de metalcore, originaire de Mattighofen, en Haute-Autriche.

## Histoire
En 2005, le groupe, qui compte alors trois membres, voit le jour à Mattighofen, en Haute-Autriche. Le nom du groupe apparait par hasard et n'a pas de raison particulière. En septembre 2015, le nom du groupe passe de tuXedo avec un « o » à Tuxedoo avec un double « o ».
Après la sortie de leur premier EP Schizophrenia en 2008, un nouveau batteur a rejoint le groupe. Après le deuxième EP sorti en 2010, intitulé Fight, le groupe s'agrandit avec l'arrivée d'un deuxième guitariste. En 2012, le groupe joue en première partie d'Ektomorf lors de leur tournée Black Flag 2012. En 2014, le groupe est classé deuxième lors d'un vote pour le groupe autrichien le plus populaire.
En 2015, Tuxedoo remporte le concours des nouveaux arrivants du festival Rockavaria, ce qui lui permet de gagner une représentation au festival lui-même. Depuis 2015, les Autrichiens sont sous contrat avec Global Concerts, qui se charge du management ainsi que du booking. Le 1er avril 2016, leur deuxième album Tales from the Rock Mass sort sur Alpencore Records/Sony Music. Depuis, ils donneront plus de 200 concerts en Autriche, en Allemagne, en Croatie, en Slovénie, en Italie, en Tchéquie et en Slovaquie, dont, en 2016, quelques grands festivals européens en plein air comme le Rockavaria à Munich, le Rock in Vienna, le Sonisphere en Suisse, le Wacken Open Air ainsi que son dérivé hivernal Full Metal Mountain.
En 2017, tuXedoo joue en soutien direct sur la tournée Brand New Breed de Dog Eat Dog. Suivent de nouvelles représentations au Wacken Open Air et au Full Metal Mountain, au With Full Force, au Reload Festival et aux Hamburg Metal Days. La sortie du single Perchtenzeit est suivie d'une petite tournée, accompagnée par un groupe Wallerner Trattnachteufel, en accord avec le single. En 2018, les singles Like A Bomb et Sanctuary suivent, ainsi que des représentations au Nova Rock et au Rockavaria à Munich. En 2019, le groupe se concentre sur l'écriture de chansons et ne donne que quelques concerts isolés. Entre autres au festival Area 53 et au Wacken. À partir d'avril 2019, Uli Meisinger devient le nouveau batteur, après que Christopher « Dü » Till ait annoncé son départ en octobre 2018.
En février 2020, le troisième album Unfold Your Brain sort, qui n'a pas le succès escompté en raison de la pandémie de Covid-19. C'est à cette époque que Christoph « Kiwi » Kiebe annonce son départ et que le groupe continue à cinq, Mike et Hons se partageant le chant de Kiwi et Mike passant de la guitare aux percussions. Après avoir rattrapé en 2021 et 2022 quelques-uns des shows de 2020, le groupe sort le single Jump Around durant l'été 2023. En octobre 2023, Dominik Köchl les rejoint à la batterie. Le 7 octobre 2024, le single Shifting Away sort. 

## Style musical
En accord avec ses origines, Tuxedoo joue, selon ses propres termes, du « alpencore ». Les paroles des chansons sont écrites par Mike, Hons, Kopal et Kiwi et étaient en anglais jusqu'en 2016. Pour le single Perchtenzeit, sorti en novembre de cette année-là, les paroles sont en dialecte autrichien.
À ses débuts, le style du groupe, qui compte alors trois membres, s'oriente vers le metal alternatif et le crossover. À partir de 2008, Tuxedoo modifie progressivement  son style pour s'orienter vers le heavy metal.

## Caractéristiques
TuXedoo compte cinq membres et se donne pour mission, selon ses propres dires, de faire connaître et de vivre l'« Original Austrian Alpencore » dans le monde entier. Cela implique de porter des tenues traditionnelles et des pantalons en cuir lors des concerts. Le groupe est accompagné en permanence par un showman, Mitch Buchannon (chanson I'm Always Here), Percht (chanson Perchtenzeit), Scooter (chanson How Much Is the Fish).
La « montagne de viande » s'établit comme une particularité lors des concerts du groupe : le public se jette les uns sur les autres comme pour acclamer un but et forme un tas. Lors du Nova Rock Festival, une montagne de plus de deux mètres de haut s'est ainsi formée, d'où les gens retombaient sur le côté. Malgré la faible notoriété du groupe, la presse locale a couvert cet événement. 

## Discographie

### Albums studio
- 2013 : Flowerfield Melodies (Massacre Records)
- 2016 : Tales from the Rock Mass (Alpencore Records, Sony Music)
- 2020 : Unfold Your Brain (Alpencore Records, Sony Music)

### EP
- 2008 : Schizophrenia
- 2010 : Fight

### Singles
- 2014 : Jealousy
- 2016 : Triduum Sacrum (Alpencore Records, Sony Music)
- 2016 : Perchtenzeit
- 2018 : Like a Bomb
- 2018 : Sanctuary
- 2020 : Follow Me
- 2020 : Where Are We Going from Here
- 2023 : Jump Around
- 2024 : Shifting Away